# 생물군집
생물군집 또는 커뮤니티(community)는 생태학에서 동일한 지리적 영역을 동시에 점유하는 두 개 이상의 다른 종의 집단 또는 집단이다. 생물군집이라는 용어는 다양한 용도로 사용된다. 가장 간단한 형태로 특정 장소 또는 시간에 있는 유기체 그룹을 의미한다.(예: "산업화 이전 온타리오 호수의 물고기 군집")
군집생태학(synecology)은 분포, 구조, 풍요, 인구 통계 및 공존하는 인구 간의 상호 작용을 포함하여 많은 공간적 및 시간적 규모에서 지역 사회의 종 간의 상호 작용에 대한 연구이다. 군집생태학의 주요 초점은 특정 유전형 및 표현형 특성에 의해 결정되는 개체군 간의 상호 작용에 있다. 생물군집 생태를 평가할 때 종 다양성의 기원, 유지 및 결과를 이해하는 것이 중요하다.
군집생태학은 또한 종 분포 또는 상호 작용(예: 연간 온도 또는 토양 pH)에 영향을 미치는 비생물적 요인을 고려한다. 예를 들어 사막에 서식하는 식물 군집은 연간 강수량의 차이로 인해 열대 우림에서 발견되는 식물 군집과 매우 다르다. 인간은 또한 침입종의 도입과 같은 서식지 교란을 통해 군집 구조에 영향을 미칠 수 있다.

## 같이 보기
- 공진화
- 수렴 진화
- 개체군생태학
- 식물사회학
- 분류 체계
- 식생